# Drievingerige luiaard
De drievingerige luiaard of ai (Bradypus tridactylus) is een zoogdier uit de familie van de drievingerige luiaards (Bradypodidae). De wetenschappelijke naam van de soort werd in 1758 gepubliceerd door Carl Linnaeus. De drievingerige luiaard komt voor in het noordelijke Amazoneregenwoud.

## Kenmerken
Net als andere leden van het geslacht Bradypus heeft de drievingerige luiaard drie vingers aan de handen, in tegenstelling tot de tweevingerige luiaards, die er slechts twee hebben. Overigens hebben alle luiaards drie tenen aan een voet. Deze lange klauwen kunnen wel 10 centimeter lang worden.
Net als de andere luiaards, maar anders dan alle andere zoogdieren, heeft de drievingerige luiaard negen halswervels. Hij kan zijn kop minstens 180° draaien.
De drievingerige luiaard is vaak ongeveer 50 centimeter lang maar kan uitgroeien tot een lengte van 75 centimeter en een gewicht van 8 kilo. In het regenseizoen groeien er allerlei algen in de grijsbruine vacht, wat groenige vlekken veroorzaakt. Dit dient als camouflage. Het gezicht is roomkleurig en over de voorhoofd loopt een bruine band. Rond de ogen bevindt zich een donker gezichtsmasker. De keel is licht van kleur.
Het mannetje van de drievingerige luiaard heeft, net als het mannetje kapucijnluiaard, een rugklier, speculum, die zichtbaar is als een oranje vlek op de rug. In de lengterichting van de vlek loopt een donkerbruine streep. Vaak liggen er ook enkele kleinere vlekken rond de streep. De functie van deze klier is vooralsnog onduidelijk, maar mogelijk heeft het een voordeel bij het vinden van een partner.

## Leefwijze
De luiaard besteedt het grootste deel van zijn leven in bomen, traag voortbewegend of hangend aan een tak, met de buik omhoog en de rug naar beneden. De drie klauwen die de luiaard per hand heeft, zijn als aanpassing hieraan zeer sterk en gekromd. Hij is echter ook een goede zwemmer, die brede, snelstromende rivieren kan oversteken. Het dier is voornamelijk 's nachts actief; overdag rust hij tussen twee dikke takken.
Deze herbivoor leeft voornamelijk van bladeren, aangevuld met zachte vruchten. Bladeren zijn lastig verteerbaar. Door de trage levenswijze verspilt de luiaard vrij weinig energie. Om toch zo veel mogelijk energie uit de bladeren te halen, heeft het dier daardoor een vrij langzame stofwisseling. Hierdoor duurt het meestal langer dan tien dagen voordat hij ontlasting produceert. De maag van de drievingerige luiaard bestaat uit vier kamers. In één kamer leven bacteriën die helpen bij de vertering.

## Voortplanting
De drievingerige luiaard is een solitair dier. Enkel in de paartijd zijn meerdere dieren bij elkaar te vinden. De dieren roepen dan naar elkaar met een hoog en schel "ai-ai", een fluitend geluid dat ze produceren met de neusgaten. Dit geluid laten ze ook horen om het territorium te verdedigen, en moeders en jongen houden zo contact met elkaar.
De paartijd valt in het regenseizoen, van juli tot september. Na een draagtijd van 170 dagen wordt één enkel jong geboren, dat zich aan de buik van de moeder vastklampt. De zoogtijd duurt vier weken. Toch blijft het jong minstens vijf weken tot maanden op de buik van de moeder. Het vacht van het jong is gelijk aan dat van zijn moeder. Het blijft zo'n zes maanden bij haar.
De belangrijkste vijand van de drievingerige luiaard is de harpij.

## Verspreiding en leefgebied

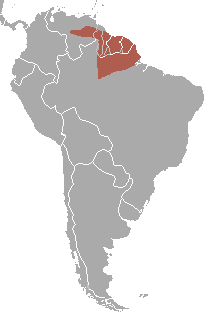
Verspreidingsgebied van de drievingerige luiaard

De drievingerige luiaard komt voor in Oost-Venezuela, Guyana, Suriname, Frans-Guyana en Noordoost-Brazilië. Ze leven voornamelijk in dichte tropische regenwouden, maar ook in bladverliezend bos, secundair bos en zelfs in vrijstaande bomen in savannen is hij te vinden.